# 代奥拉尼扬
代奥拉尼扬（羅馬化：Deoraniān）是印度北方邦巴雷利縣的一个城镇。总人口17463（2001年）。

## 人口
该地2001年总人口17463人，其中男性9154人，女性8309人；0—6岁人口3403人，其中男1755人，女1648人；识字率39.16%，其中男性为50.07%，女性为27.15%。